# Mulej
Mulej je priimek več znanih Slovencev:
- Aleš Mulej (*1963), turistični vodnik
- Barbara Mulej (*1974), teniška igralka
- Božo Mulej, knjižni antikvar
- Damjan Mulej, glasbenik
- Iris Mulej (*1981), fotomodel, miss Slovenije
- Josipina Hočevar (r. Mulej), mecenka
- Jože Mulej (1905–1990), zborovodja in organist
- Lucija Mulej (*1977), sociologinja, antropologinja, izr. prof., publicistka
- Matjaž Mulej (*1941), ekonomist, politik, univ. profesor, strokovnjak za inovacije
- Nikolaj Mulej, pevec in kitarist skupine Persons from porlock
- Oskar Mulej (*1983), zgodovinar
- Rado Mulej, frizer, amaterski igralec, radijski in TV-voditelj
- Satja Mulej Bratec, psihologinja
- Tine Mulej (1921–1982), alpski smučar